# Saint-Biez-en-Belin
Saint-Biez-en-Belin est une commune française, située dans le département de la Sarthe en région Pays de la Loire, peuplée de 709 habitants (les Biézois).
La commune fait partie de la province historique du Maine, et se situe dans le Haut-Maine (Maine blanc).

## Géographie
Couvrant 927 hectares, le territoire de Saint-Biez-en-Belin est le moins étendu du canton d'Écommoy.

### Communes limitrophes
| Saint-Ouen-en-Belin                      | Saint-Ouen-en-Belin | Saint-Ouen-en-Belin, Écommoy |
| Saint-Ouen-en-Belin, Château-l'Hermitage | Saint-Biez-en-Belin | Écommoy                      |
| Château-l'Hermitage, Pontvallain         | Pontvallain         | Écommoy                      |

### Climat
Pour des articles plus généraux, voir Climat des Pays de la Loire et Climat de la Sarthe.
En 2010, le climat de la commune est de type climat océanique dégradé des plaines du Centre et du Nord, selon une étude du CNRS s'appuyant sur une série de données couvrant la période 1971-2000. En 2020, Météo-France publie une typologie des climats de la France métropolitaine dans laquelle la commune est exposée à un climat océanique et est dans la région climatique  Moyenne vallée de la Loire, caractérisée par une bonne insolation (1 850 h/an) et un été peu pluvieux. 
Pour la période 1971-2000, la température annuelle moyenne est de 11,2 °C, avec une amplitude thermique annuelle de 14,4 °C. Le cumul annuel moyen de précipitations est de 691 mm, avec 11,5 jours de précipitations en janvier et 6,7 jours en juillet. Pour la période 1991-2020, la température moyenne annuelle observée sur la station météorologique de Météo-France la plus proche, sur la commune de Luché-Pringé à 18 km à vol d'oiseau, est de 12,4 °C et le cumul annuel moyen de précipitations est de 658,2 mm,. Pour l'avenir, les paramètres climatiques de la commune estimés pour 2050 selon différents scénarios d'émission de gaz à effet de serre sont consultables sur un site dédié publié par Météo-France en novembre 2022.

## Urbanisme

### Typologie
Au 1er janvier 2024, Saint-Biez-en-Belin est catégorisée commune rurale à habitat dispersé, selon la nouvelle grille communale de densité à sept niveaux définie par l'Insee en 2022.
Elle appartient à l'unité urbaine d'Écommoy, une agglomération intra-départementale regroupant deux  communes, dont elle est une commune de la banlieue,,. Par ailleurs la commune fait partie de l'aire d'attraction du Mans, dont elle est une commune de la couronne,. Cette aire, qui regroupe 144 communes, est catégorisée dans les aires de 200 000 à moins de 700 000 habitants,.

### Occupation des sols
L'occupation des sols de la commune, telle qu'elle ressort de la base de données européenne d’occupation biophysique des sols Corine Land Cover (CLC), est marquée par l'importance des territoires agricoles (75,1 % en 2018), en augmentation par rapport à 1990 (74 %). La répartition détaillée en 2018 est la suivante : 
zones agricoles hétérogènes (54,2 %), forêts (22,1 %), prairies (20,9 %), zones urbanisées (2,9 %). L'évolution de l’occupation des sols de la commune et de ses infrastructures peut être observée sur les différentes représentations cartographiques du territoire : la carte de Cassini (XVIIIe siècle), la carte d'état-major (1820-1866) et les cartes ou photos aériennes de l'IGN pour la période actuelle (1950 à aujourd'hui).

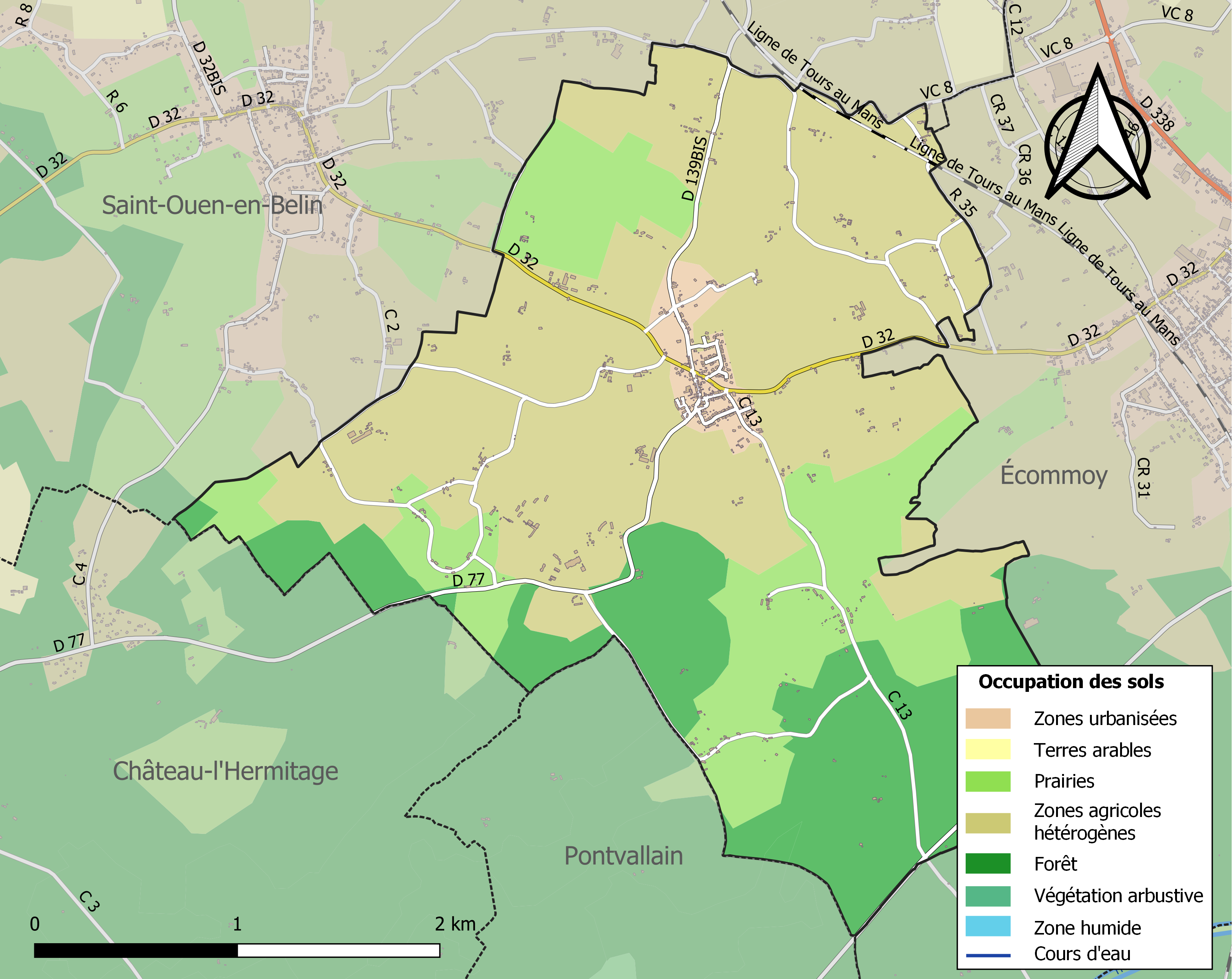
Carte des infrastructures et de l'occupation des sols de la commune en 2018 (CLC).

## Toponymie
Saint-Biez, de S. Beato au XIIe siècle : la paroisse serait dédiée à Béat (ou Bié, ou Bienheuré), ermite du VIe ou VIIe siècle qu'une légende a fait vainqueur d'un dragon du Loir.
Le suffixe Belin évoque l'appartenance de la commune au territoire du Belinois.

## Politique et administration
| Période                                  | Période   | Identité            | Étiquette | Qualité         |
| ---------------------------------------- | --------- | ------------------- | --------- | --------------- |
| (avant 2001)                             | mars 2008 | Raymond Sevrette    |           |                 |
| mars 2008                                | En cours  | Jean-Claude Bizeray | SE        | Monteur câbleur |
| Les données manquantes sont à compléter. |           |                     |           |                 |

Le conseil municipal est composé de quinze membres dont le maire et trois adjoints.

## Démographie
L'évolution du nombre d'habitants est connue à travers les recensements de la population effectués dans la commune depuis 1793. Pour les communes de moins de 10 000 habitants, une enquête de recensement portant sur toute la population est réalisée tous les cinq ans, les populations de référence des années intermédiaires étant quant à elles estimées par interpolation ou extrapolation. Pour la commune, le premier recensement exhaustif entrant dans le cadre du nouveau dispositif a été réalisé en 2008.
En 2022, la commune comptait 709 habitants, en évolution de −1,8 % par rapport à 2016 (Sarthe : −0,25 %, France hors Mayotte : +2,11 %).
Saint-Biez-en-Belin a compté jusqu'à 723 habitants en 1846. Elle est la commune la moins peuplée du canton d'Écommoy.
| 1793 | 1800 | 1806 | 1821 | 1831 | 1836 | 1841 | 1846 | 1851 |
| ---- | ---- | ---- | ---- | ---- | ---- | ---- | ---- | ---- |
| 513  | 566  | 562  | 636  | 663  | 687  | 696  | 723  | 715  |

| 1856 | 1861 | 1866 | 1872 | 1876 | 1881 | 1886 | 1891 | 1896 |
| ---- | ---- | ---- | ---- | ---- | ---- | ---- | ---- | ---- |
| 696  | 645  | 688  | 678  | 689  | 651  | 666  | 661  | 665  |

| 1901 | 1906 | 1911 | 1921 | 1926 | 1931 | 1936 | 1946 | 1954 |
| ---- | ---- | ---- | ---- | ---- | ---- | ---- | ---- | ---- |
| 657  | 662  | 618  | 583  | 570  | 540  | 512  | 530  | 557  |

| 1962 | 1968 | 1975 | 1982 | 1990 | 1999 | 2006 | 2008 | 2013 |
| ---- | ---- | ---- | ---- | ---- | ---- | ---- | ---- | ---- |
| 488  | 530  | 563  | 552  | 570  | 562  | 670  | 698  | 723  |

| 2018 | 2022 | - | - | - | - | - | - | - |
| ---- | ---- | - | - | - | - | - | - | - |
| 706  | 709  | - | - | - | - | - | - | - |

## Lieux et monuments
- Église Saint-Biez du XIIe siècle. La cloche du XVIe siècle et deux plaques funéraires des XVIe et XVIIe siècles sont classées à titre d'objets aux Monuments historiques[23].
- Château de Chardonneux.
- Le jardin du petit Bordeaux, jardin fleuri et arboré.
- Le lavoir.

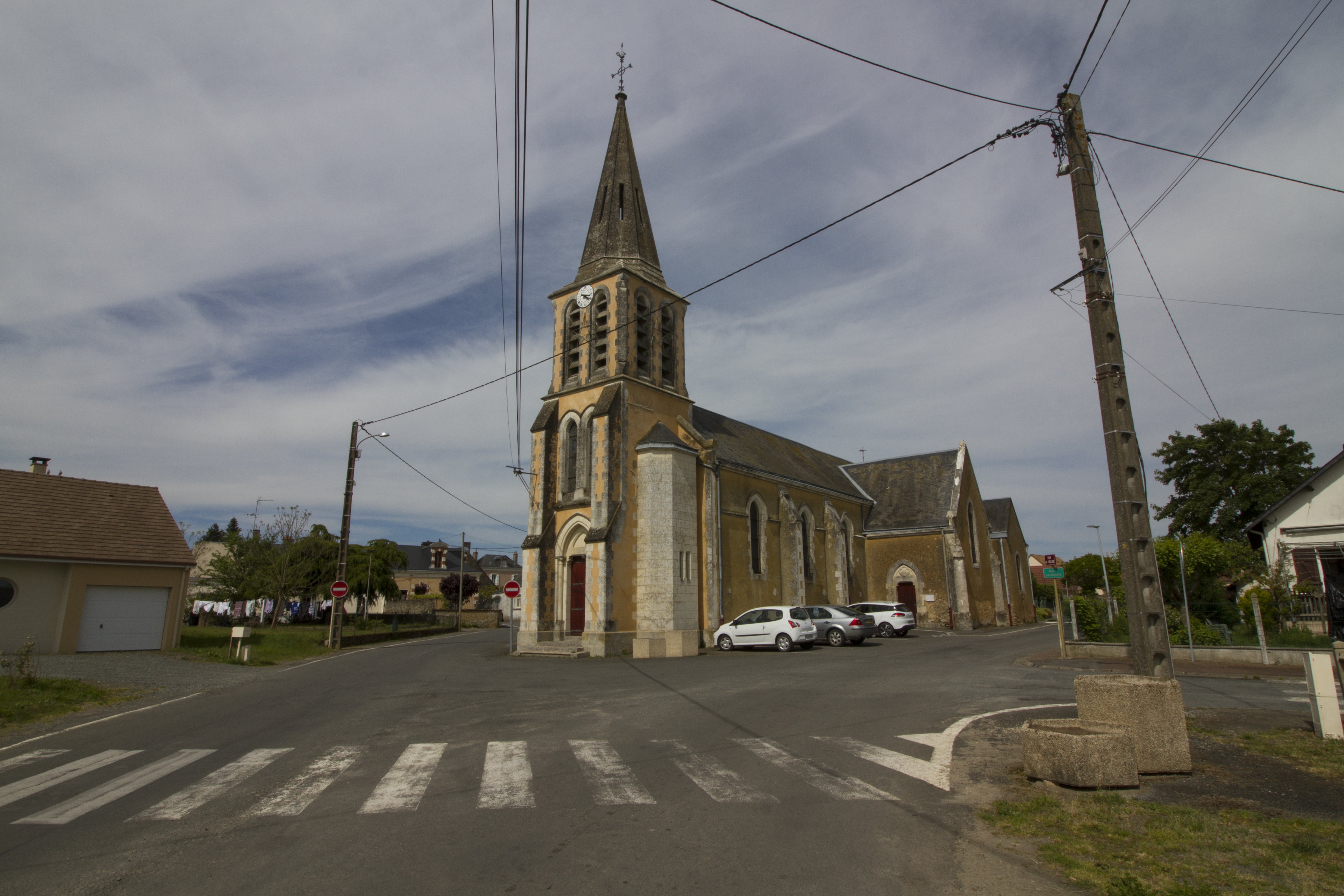
L'église Saint-Biez.
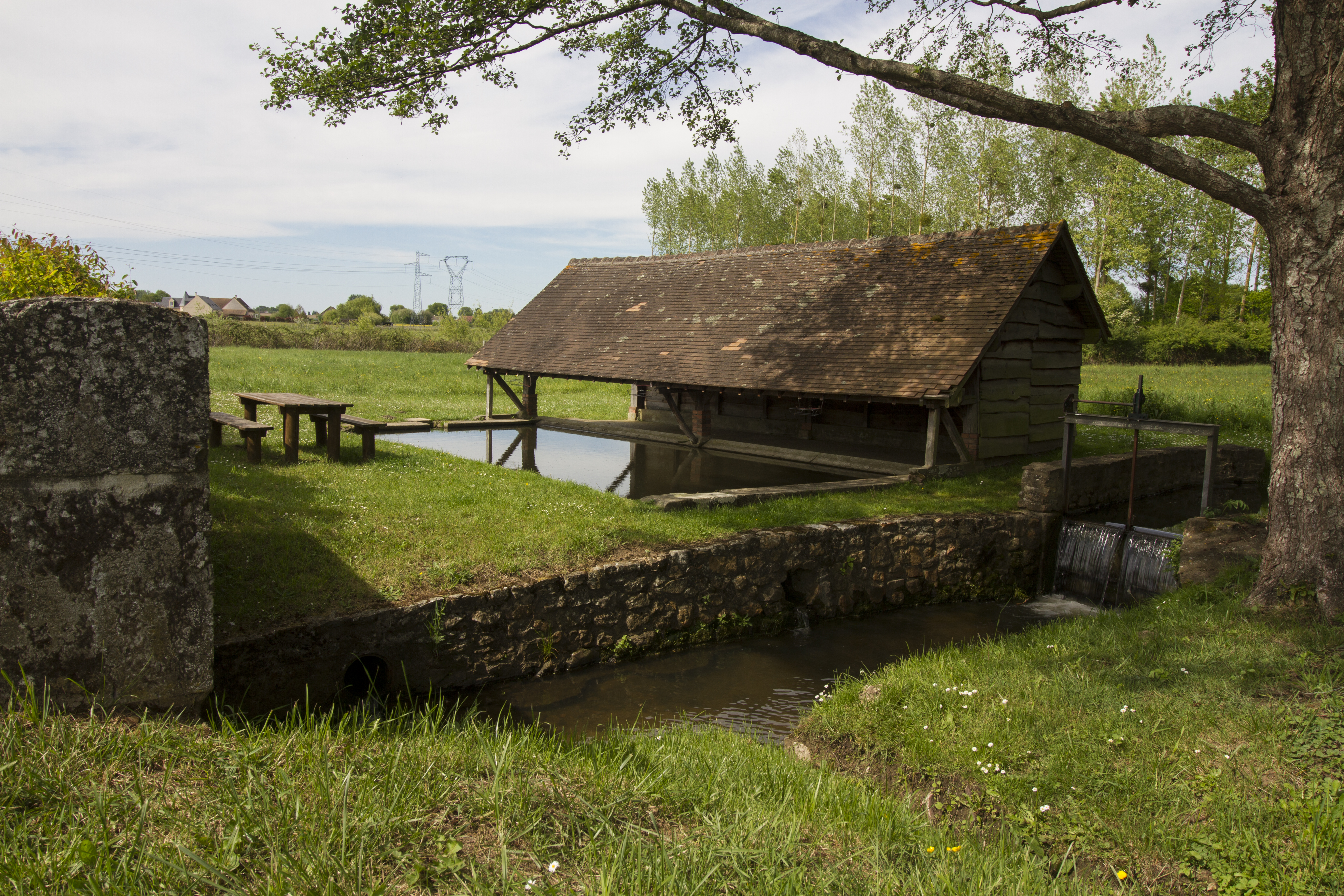
Le lavoir.

## Activité et manifestations

### Jumelages
- Stuhr (Allemagne), jumelage du canton d'Écommoy.